# Bloomer (Wisconsin)
Bloomer è una città degli Stati Uniti d'America, situata in Wisconsin, nella Contea di Chippewa.